# Chaetopelma webborum
Chaetopelma webborum är en spindelart som beskrevs av Smith 1990. Chaetopelma webborum ingår i släktet Chaetopelma och familjen fågelspindlar.
Artens utbredningsområde är Kamerun. Inga underarter finns listade i Catalogue of Life.